# Joan Daura Luján
Joan Daura Luján és un arqueòleg català especialista en Paleolític.
Doctor per la Universitat de Barcelona va presentar la seva tesi doctoral sobre el poblament Paleolític al NE de la Península Ibèrica. És professor titular de Prehistoria a la Universitat de Barcelona, i ha estat investigador a les Universitats de Bristol al Regne Unit i a la Universitat de Lisboa de Portugal. Entre les principals troballes arqueològiques destaquen les restes Neandertals de la Cova del Gegant i el crani d'Aroeira-3 de fa 400.000 anys a Portugal
La seva especialitat és la prehsitoria i en concret el Paleolític de la península Ibèrica, on ha dirigit excavacions en diferents jaciments com ara la Cova del coll Verdaguer, també la Cova del Gegant,  la Cova del Rinoceront, Lagar Velho o Aroeira. Ha treballat també les primeres societats agrícoles-ramaderes amb nombroses campanyes d'excavació a Cova Bonica.
És autor de nombrosos publicacions centrades en la reconstrucció climàtica tant dels moments càlids com dels freds. Ha fet contribucions al coneixement del mode de vida de les societats caçadores i recol·lectores del Paleolític, en aspectes que inclouen la Indústria lítica, els enterraments, o el treball de la pell.